# Baroc sicilian

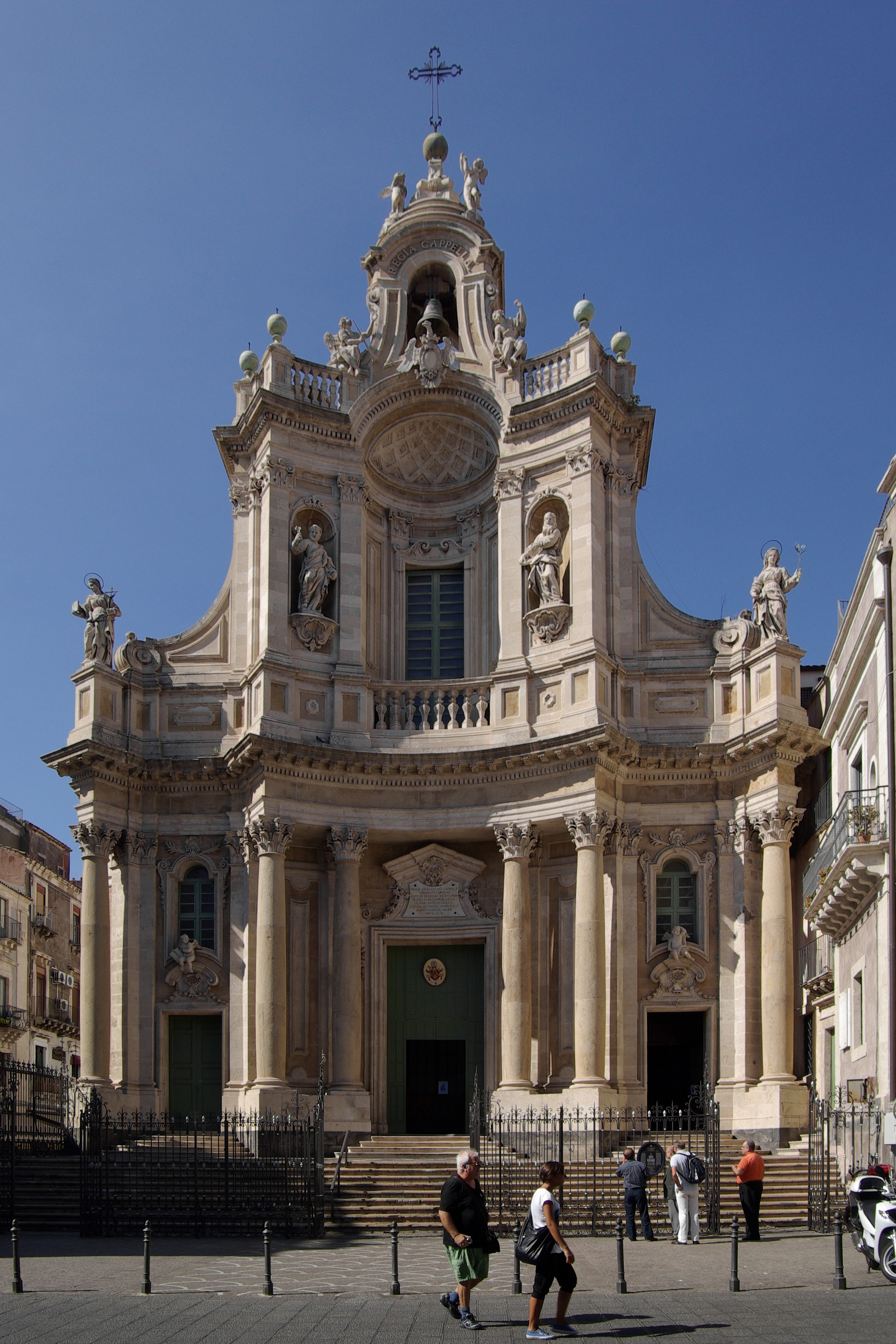
Imagine 1 - Baroc sicilian. "Collegiata", Catania, arhitect Stefano Ittar, circa 1768

Barocul sicilian este o formă distinctă a arhitecturii epocii și stilului baroc care s-a manisfestat unic în arhitectura insulei Sicilia, din sudul Italiei, în secolele al 17-lea și al 18-lea.  Stilul barocului sicilian este relativ ușor de recunoscut, datorită prezentării particularităților generale ale barocului într-o formă a ornamentației de o bogăție extremă, nemaiîntâlnită la alte variații naționale și/sau locale ale stilului, dar și datorită omniprezenței măștilor rânjitoare și a amorașilor, numiți putto, respectiv putti, la plural, în italiană.  Aceste elemente distintive ale barocului conferă Siciliei o identitate arhitecturală unică.
Înainte de 1693, anul cutremurului care a zguduit Sicilia, stilul arhitectural baroc a fost folosit pe insulă într-o manieră naivă, parohială și provincială, având o evoluție lipsită de personalitate, fiind un hibrid între arhitectura nativă locală cu elemente luate cam la întâmplare din diferite alte culturi.  În nici un caz, barocul insular, anterior barocului sicilian, nu a evoluat din barocul originar, generat de marii arhitecți, sculptori și pictori din Roma, ce fuseseră grupați fie în jurul Bisericii Catolice sau aflați sub diverse patronaje ale unor personalității influente ale timpului.
Stilul baroc sicilian s-a născut, de fapt, și a evoluat puternic spre stilul inconfundabil  de mai târziu în timpul perioadei de reconstrucție ce a urmat cutremului devastator din 1693.  Arhitecților locali, mulți dintre ei studiind și practicând cu marii arhitecți ai barocului din Roma, li s-au oferit oportunități și condiții deosebite de a crea construcții baroc mai frumoase și mai sofisticate decât cele create anterior pe pamântul Italiei continentale.  Creațiile acestor arhitecți, alături de o nouă modalitate de gravare pe care aceștia au folosit-o în premieră, au fost inspirante pentru tot mai mulți arhitecți sicilieni.  Ca atare, în jurul anilor 1730, stilul baroc sicilian devine distinct, atingând ulterior un apogeu, pentru ca mai târziu, în jurul anilor 1780, să fie treptat înlocuit de noul și mai atrăgătorul stil al mișcării artistice cunoscută ca neo-clasicism.
Barocul sicilian, extrem de decorativ și fastuos, a durat în perioada sa de maturitate nici 50 de ani, reflectând în chip firesc ordinea politică și socială a Siciliei a epocii respective, când insula s-a aflat sub dominație spaniolă, fiind guvernată de o aristocrație extravagantă, hedonistică și extrem de bogată.  Această perioadă (1693 - 1780), extrem de prolifică arhitectural și benefică social a creat barocul sicilian și a conferit insulei nota sa arhitecturală distinctivă, care a păstrat-o până în secolul 21.

## Caracteristicile barocului sicilian

### Generalități

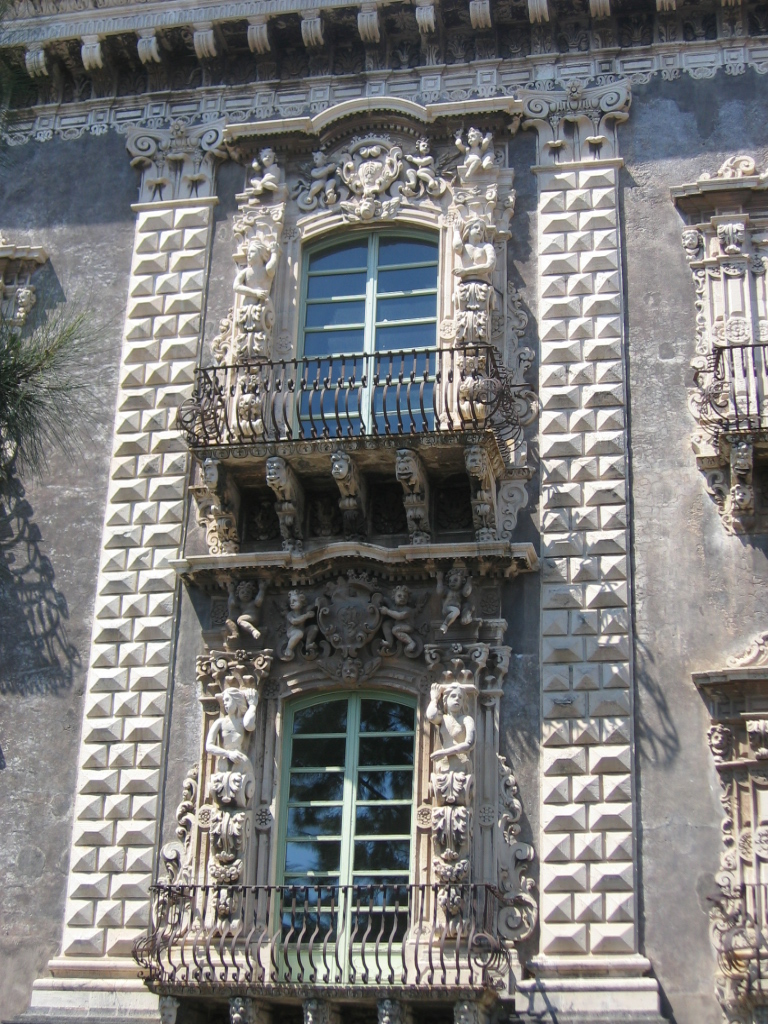
Imagine 2 - Baroc sicilian.
Universitatea din Catania, proiectată de Vaccarini și terminată în 1752, este o exemplificare tipică de baroc sicilian, cu putti sprijinând balconul, balustrade de fier forjat, rustication decorații "nefinisate" și zidărie din blocuri de lavă.

Arhitectura baroc este un fenomen general european, originând în Italia începutului secolului al 17-lea.  Este opulentă și relativ teatrală, fiind bogat ornamentată sculptural și utilizând efectul cunoscut sub numele de clarobscur, utilizarea cu măiestrie a contrastului dintre lumini și umbre, dintre masele de piatră și respectiv absența acestora.
Stilul baroc în Sicilia a fost destinat în special clădirilor comandate de către și ridicate pentru Biserica Catolică sau clădirilor mari și fastuoase, cunoscute ca palazzi.
Palazzo (la plural Palazzi) este termenul general folosit pentru a desemna o clădire masivă fie administrativă, aparținând unui oraș, stat și/sau provincie, fie o reședință particulară.  Deși cuvântul palazzo este apelativul corect al denumirii clădirii, întrucât până și adresa poștală conține termenul în sine, totuși nici un aristocrat sicilian nu ar utiliza acest termen, preferând  apelativul mult mai cald și lipsit de grandoare, casa.    Oricum, cel mai adesea în Sicilia, cuvântul Palazzo, urmat de numele de familie era și a rămas termenul utilizat de oficiali, oameni de afaceri și furnizori pentru a desemna unic o reședință de acest gen.
Cele mai timpurii exemple ale stilului baroc din Sicilia erau lipsite de personalitate, fiind de cele mai multe ori pastișe ale unor clădiri din Roma, Florența sau Napoli, văzute de vizitatori din insulă și dorite a fi "transplantate" pe sol sicilian.  În ciuda acestor impedimente artistice, generate de comanditarii clădirilor barocului sicilian timpuriu, se remarcă totuși încorporarea unor caracteristici ale arhitecturii siciliene pre-baroc timpurii.  Treptat, pe la mijlocul secolului al 18-lea, când arhitectura barocă a Siciliei a ajuns să fie distinct diferită de cea a Italiei continentale, încorpora in mod tipic cel puțin două sau trei din următoarele caracteristici, dublate de o libertate a exprimării designului clădirilor și ornamentației acestora, care este mult mai greu de caracterizat in cuvinte.

## Barocul sicilian timpuriu

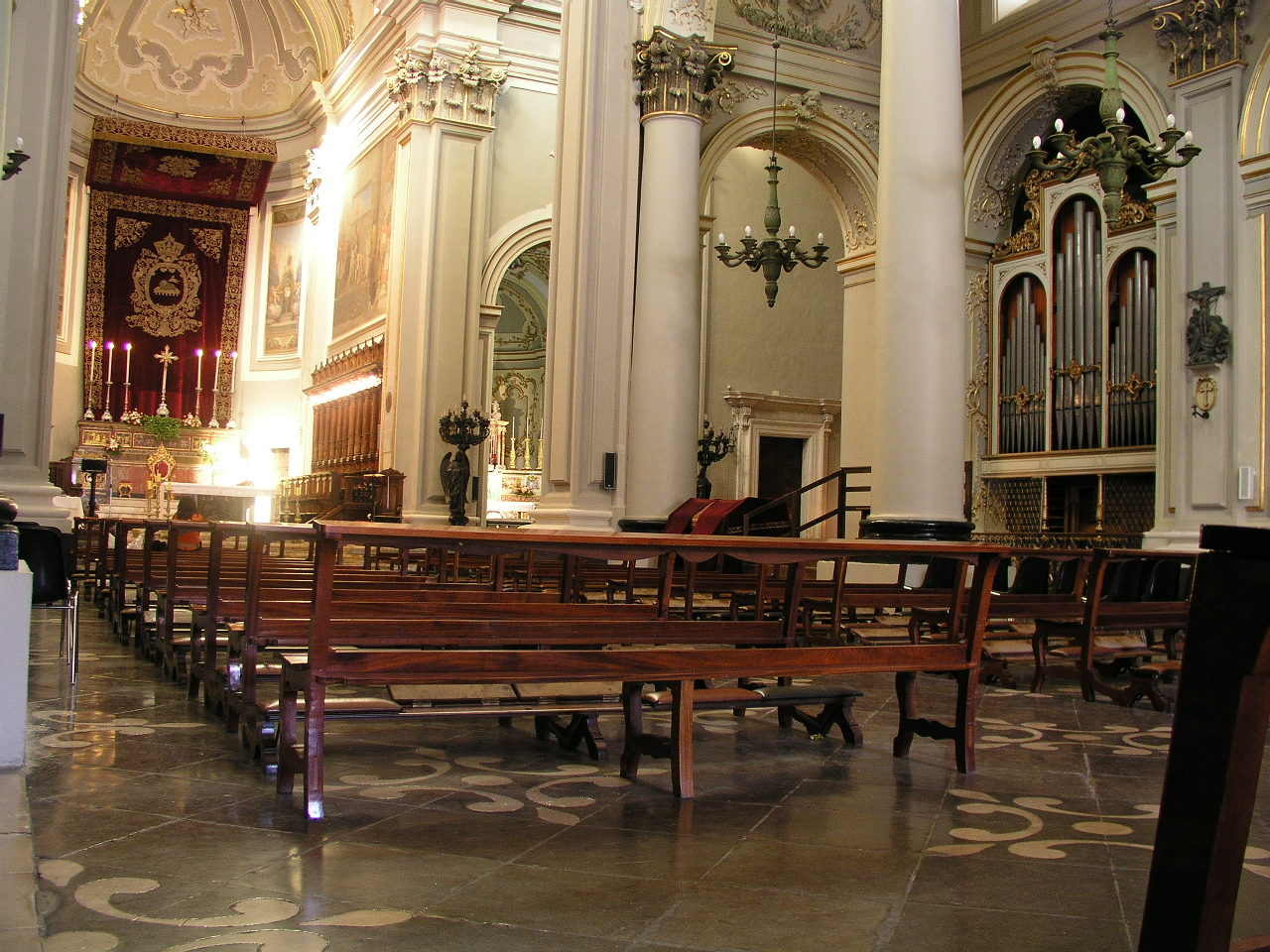
Imagine 4 - Baroc sicilian --- Catedrala San Giovani Battista, Ragusa, (1694 - 1735), un exemplu de baroc sicilian timpuriu

## Barocul sicilian din 1693

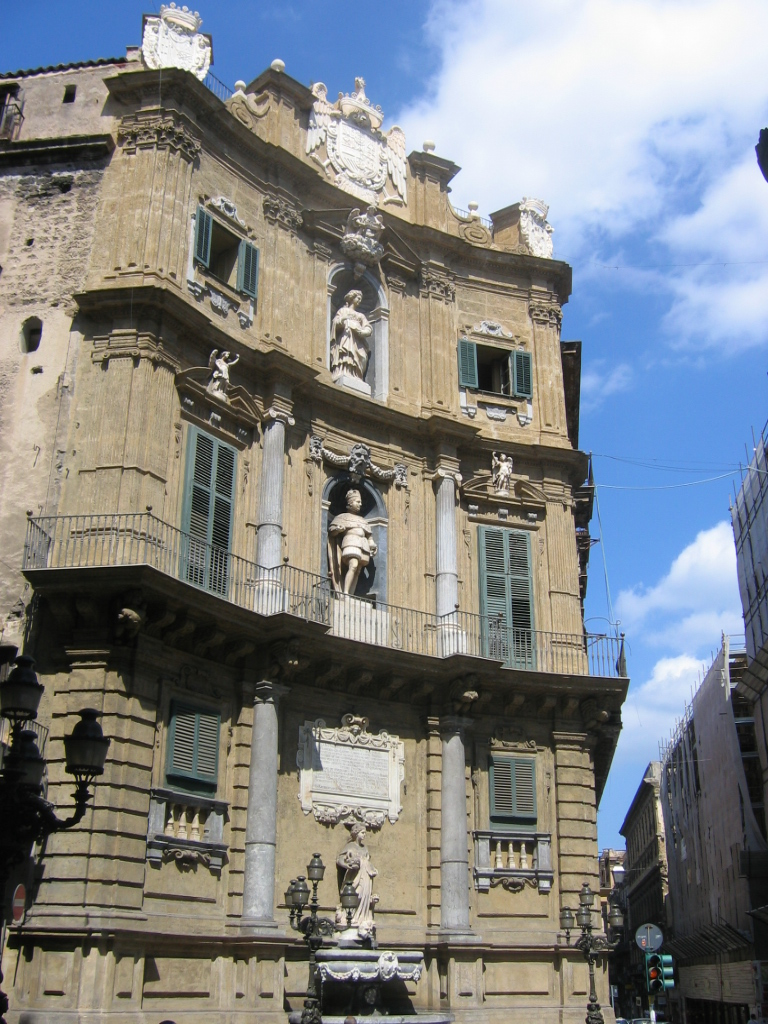
Imagine 6 - Baroc sicilian --- Clădirea din Palermo cunoscută sub numele de Quattro Canti

### Caracteristici alestiluluibaroc sicilian

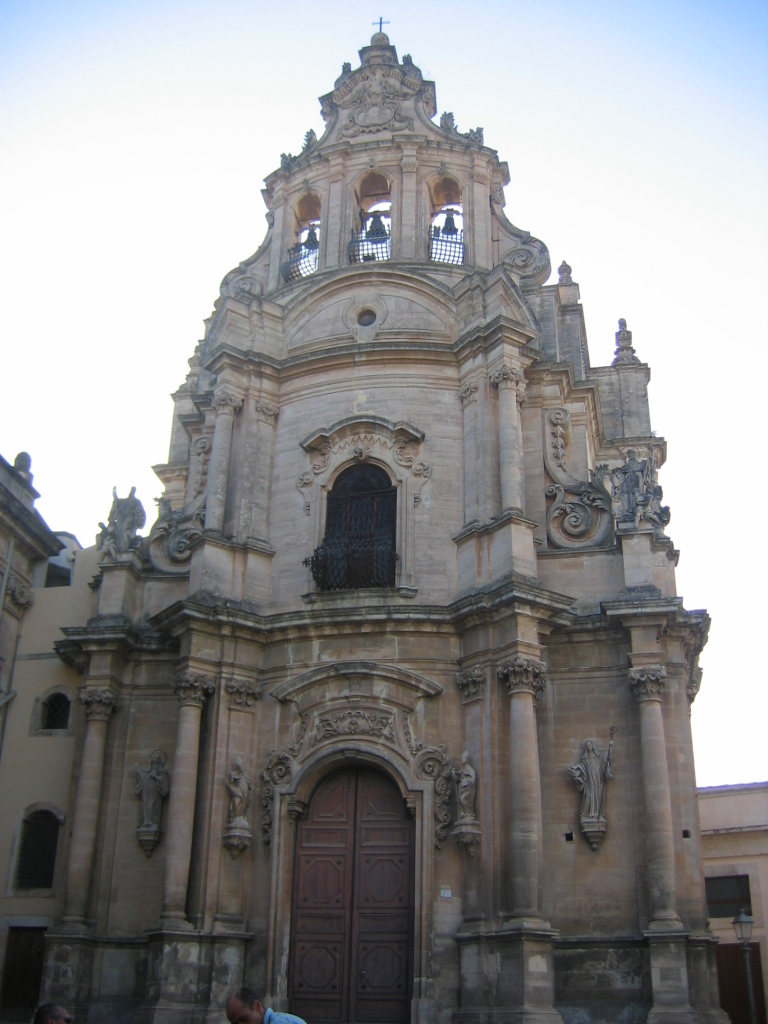
Imagine 3 - Baroc sicilian --- O clopotniţă siciliană împodobind clădirea bisericii închinată sfântului San Giuseppe, operă a lui Rosario Gagliardi din Ragusa Ibla.

1. Măști grotești și putti, care adesea sprijină balcoanele sau decorează numeroasele prelungiri ale entablaturii clădirii.  Aceste fețe surâzătoare sau rânjitoare sunt relicve ale arhitecturii siciliene pre-baroc, și mai exact, a perioadei de dinaintea jumătății secolului al 17-lea.
2. Balcoane, precum cel prezentat în imaginea 2, care sunt adeseori complementate de balustrade din fier forjat, mai ales după anul 1633 și, respectiv, balustrade simple înaintea anului menționat anterior (vedeți imaginea 6).
3. Scări exterioare, care apar la majoritatea vilelor și ale palatelor. Cele mai multe dintre ville și palazzi au fost proiectate având o intrare formală și/sau de protocol constând dintr-o scară exterioară flancată la terminarea acesteia de către o arcadă adăugată fațadei clădirii. De cele mai multe ori, scara exterioară conduce printr-un mic pasaj de trecere, spre o curte interioară și apoi, din aceasta, spre nivelul de bază al clădirii, așa-numitul, în italiană, piano nobile.  În numeroase cazuri, intrarea din curtea interioară spre piano nobile, unde se găsesc camerele și sălile de recepție, este asigurată de o scară dublă, ale cărei părți simetrice se vor răsuci înspre o parte sau alta ori de câte ori spațiul și opulența reședinței o vor cere, dar nu mai mult de patru ori.  În cazul bisericilor, conform intenției de a face apropierea de biserică cât mai circumvolută, scările și treptele acestora sunt transformate ele însele într-o manieră artistică, utilizând materiale de construcție rezistente, așa cum ar fi marmura și adăugând alte elemente arhitectonice complementare, așa cum ar fi de pildă balustrade sau mici statuete ornamentale.
4. Canturi, concave, plane, ori convexe, determinând aspectul general și particular al fațadelor (vedeți imaginile 1 și 6).  Ocazional, în proiectul unor anumite vile (ville) sau palate (palazzi), acolo unde spațiul, designul și structura clădirii o permite, o scară exterioară, este adăugată în spațiul de respirație creat de curbura cantului.
5. Clopotnițe siciliene, care nu sunt plasate alături de clădire, într-un turn separat, designat doar acestui scop, așa cum ar "campanile", specifice Italiei continentale, ci integrate clădirii, făcând parte din fațada acesteia (vedeți imaginea 3).
6. Intarsii cu marmură colorată fixate atât în podea cât și în pereți, mai ales în interioarele bisericilor. Acest tip de intarsie este „specifică” pentru Sicilia, începând cu secolul al XVII-lea.
7. Columne, care sunt adesea singulare, susținând arce plate, ca un indiciu al influențelor normanzilor și a arhitecturii lor.

## Conexiuni externe
- Clădiri din Ragusa Arhivat în 17 decembrie 2005, la Wayback Machine.
- Biserici din Ragusa
- Interioare de palate (palazzi), incluzând Palazzo Gangi  Arhivat în 15 noiembrie 2005, la Wayback Machine.
- Palazzi of Palermo în secolul 21
- Palazzo Biscari
- Fotografii ale unor biserici construite în stil baroc sicilian  Arhivat în 5 ianuarie 2009, la Wayback Machine.
- Aristocrația siciliană
- Val di Noto